# 永井純
永井 純（ながい じゅん、1944年5月20日 - ）は、日本の中距離走選手である。
東京教育大学体育学部卒、青山学院大学講師、筑波大学体育学系長距離走研究室講師、助教授、教授。2008年定年退任、名誉教授。
1968年メキシコシティーオリンピックで男子800メートル競走に出場した。 

## 共著
- 『陸上競技トラック』 (スポーツ新シリーズ) 山本邦夫共著. 不昧堂出版, 1980.9

## 参照資料
1. ↑  “Jun Nagai Olympic Results”.  Sports Reference LLC. 2020年4月17日時点のオリジナルよりアーカイブ。2017年10月18日閲覧。